# 第5哨戒飛行隊 (アメリカ海軍)
第5哨戒飛行隊（だい5しょうかいひこうたい、英: Patrol Squadron 5、略称：VP-5）は、アメリカ海軍大西洋艦隊海軍航空軍第11哨戒・偵察航空団隷下の哨戒部隊。愛称はマッド・フォクシーズ（英: Mad Foxes）。1937年1月2日にワシントン州シアトル海軍基地で編成された第17F哨戒飛行隊（英: Patrol Squadron 17F、略称：VP-17F）が起源で、同年10月1日に第17哨戒飛行隊（英: Patrol Squadron 17、略称：VP-17）、1939年7月1日に第42哨戒飛行隊（英: Patrol Squadron 42、略称：VP-42）、1943年2月15日に第135爆撃飛行隊（英: Bombing Squadron 135、略称：VB-135）、1944年10月1日に第135哨戒爆撃飛行隊（英: Patrol Bombing Squadron 135、略称：VPB-135）、1946年5月15日に第135哨戒飛行隊（英: Patrol Squadron 135、略称：VP-135）、同年11月15日に第5中型哨戒飛行隊（陸上）（英: Medium Patrol Squadron (Landplane) 5、略称：VP-ML-5）、1948年9月1日に第5哨戒飛行隊へと改編された。フロリダ州ジャクソンビル海軍航空基地に所在し、哨戒機としてP-8Aを運用する。

## 配備基地の変遷
第5哨戒飛行隊は、これまでに以下の航空基地に配備されている。
- シアトル海軍基地（ワシントン州シアトル）（1937年1月 - 1945年11月）
- イーデントン海軍航空基地（英語版）（ノースカロライナ州イーデントン（英語版））（1945年11月 - 1946年5月）
- クオンセット・ポイント海軍航空基地（英語版）（ロードアイランド州ノースキングスタウン）（1946年5月 - 1947年1月）
- ルーズベルト・ローズ海軍基地（英語版）（プエルトリコセイバ（英語版））（1947年1月 - 1949年12月）
- ジャクソンビル海軍航空基地（フロリダ州ジャクソンビル）（1949年12月 - ）

## 歴代運用機

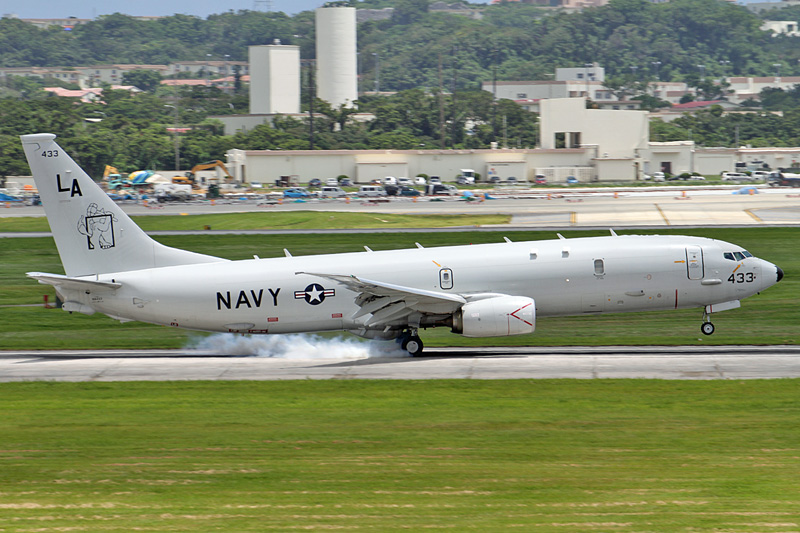
VP-5で運用するP-8A

第5哨戒飛行隊には、これまでに以下の航空機が配備されている。
- 哨戒機
  - PM-1（英語版）（1937年 - 1938年）
  - PBY-2/-5/-5A（1938年 - 1943年）
  - PV-1（1943年 - 1945年）
  - PV-2（1945年 - 1948年）
  - P2V-1/-3/-5/-5F（1948年 - 1966年）
  - P-3A/C（1966年 - 2013年）
  - P-8A（2013年 - ）

## 栄典
第5哨戒飛行隊は以下の勲章を受章している。
| 略綬 | 名称                 |
| ---- | -------------------- |
|      | 統合勲功部隊表彰     |
|      | 海軍殊勲部隊章       |
|      | 沿岸警備隊殊勲部隊章 |
|      | 沿岸警備隊部隊勲功章 |
|      | 海軍部隊勲功章       |
|      | 海軍Eリボン          |
|      | 海軍派兵記章         |
|      | 派兵記章             |
|      | 従事記章             |
|      | 人道支援従事記章     |